# Bissebeek

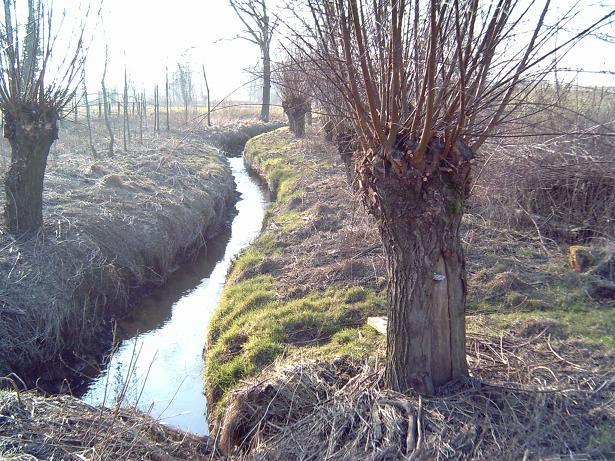
De Bissebeek in het gehucht Swier.

De Bissebeek is een zijbeek op de linkeroever van de Geleenbeek, die het Nederlands Zuid-Limburgse heuvelland van zuid naar noord doorstroomt. De Bissebeek ontspringt bij de carréboerderij Wissegracht bij Hulsberg. De beek stroomt langs de buurtschappen Swier en Brommelen en mondt uit in de Geleenbeek bij de hoeve Terlinden. Bij Brommelen ligt het in vakwerk opgetrokken gebouw waarin de watermolen Brommeldermolen. Deze korenmolen is gelegen op de Geleenbeek en is niet meer maalvaardig.
De beek ligt in het Bekken van Heerlen.